# Verkleinwoord
Een verkleinwoord of diminutief is een woord waarvan een toegevoegde suffix aangeeft dat het begrip dat ermee wordt aangeduid als kleiner dan het grondwoord moet worden gezien. De woordbetekenis blijft meestal ongewijzigd, maar daar zijn uitzonderingen op.  

## Regels
Verkleinwoorden worden gevormd door een vijftal achtervoegsels, dit zijn: -je, -tje, -etje, -pje en -kje. Welk achtervoegsel wordt toegevoegd aan het grondwoord, om tot het verkleinwoord te komen, is doorgaans afhankelijk van de laatste klank van het grondwoord en in een aantal gevallen van de klinker die voorafgaat aan de laatste letter van dat grondwoord.
| Suffix | IPA       | Eindletters | Opmerkingen | Voorbeeld | Diminutief |
| ------ | --------- | ----------- | --- | --------- | ---------- |
| -je    | t         | d / t       | | bad       | badje      |
| -je    | f         | f           | | straf     | strafje    |
| -je    | ɣ / χ     | g / ch      | | dag       | dagje      |
| -je    | k         | k           | | dak       | dakje      |
| -je    | p         | p           | | schaap    | schaapje   |
| -je    | s         | s           | | kaas      | kaasje     |
| -je    | ks        | x           | | fax       | faxje      |
| -tje   | aː        | a           | Dit is een lange klinker | vla       | vlaatje    |
| -tje   | eː        | e           | Dit is een lange klinker | zee       | zeetje     |
| -tje   | i / iː    | ie / y      | Dit is een lange klinker | knie      | knietje    |
| -tje   | oː        | o / eau     | Dit is een lange klinker | bureau    | bureautje  |
| -tje   | y         | u           | Dit is een lange klinker | menu      | menuutje   |
| -tje   | l         | l           | Wanneer voorafgegaan door een lange klinker | paal      | paaltje    |
| -tje   | n         | n           | Wanneer voorafgegaan door een lange klinker | baan      | baantje    |
| -tje   | r / ɾ / ʁ | r           | Wanneer voorafgegaan door een lange klinker | haar      | haartje    |
| -etje  | l         | l           | Wanneer voorafgegaan door een korte klinker | bal       | balletje   |
| -etje  | m         | m           | Wanneer voorafgegaan door een korte klinker | dam       | dammetje   |
| -etje  | n         | n           | Wanneer voorafgegaan door een korte klinker | kan       | kannetje   |
| -etje  | r / ɾ / ʁ | r           | Wanneer voorafgegaan door een korte klinker | kar       | karretje   |
| -etje  | ŋ         | ng          | Wanneer voorafgegaan door een korte klinker | slang     | slangetje  |
| -pje   | m         | m           | Wanneer voorafgegaan door een lange klinker | boom      | boompje    |
| -pje   | m         | m           | Wanneer voorafgegaan door een lange klinker | raam      | raampje    |
| -pje   | m         | m           | Wanneer voorafgegaan door een lange klinker | zeem      | zeempje    |
| -kje   | ɪŋ        | ing         | Wanneer een zelfstandig naamwoord meer dan één lettergreep bevat en de klemtoon ligt op de lettergreep voor de -ing uitgang zal de diminutiefsuffix -kje zijn. De ng zal worden vervangen door het cluster -nkje. | woning    | woninkje   |
| -kje   | ɪŋ        | ing         | Wanneer een zelfstandig naamwoord meer dan één lettergreep bevat en de klemtoon ligt op de lettergreep voor de -ing uitgang zal de diminutiefsuffix -kje zijn. De ng zal worden vervangen door het cluster -nkje. | mening    | meninkje   |
| -kje   | ɪŋ        | ing         | Wanneer een zelfstandig naamwoord meer dan één lettergreep bevat en de klemtoon ligt op de lettergreep voor de -ing uitgang zal de diminutiefsuffix -kje zijn. De ng zal worden vervangen door het cluster -nkje. | pudding   | puddinkje  |
| -kje   | ɪŋ        | ing         | Wanneer een zelfstandig naamwoord meer dan één lettergreep bevat en de klemtoon ligt op de lettergreep voor de -ing uitgang zal de diminutiefsuffix -kje zijn. De ng zal worden vervangen door het cluster -nkje. | haring    | harinkje   |

## Zelfstandig naamwoord
In het Nederlands wordt een verkleinwoord gevormd door achter het woord een suffix van het type -je, -tje, -mpje, -pje of -etje toe te voegen. Zuid-Nederlandse vormen zijn -kje, -ke, eke, -ske of -ie, afhankelijk van het naamwoord.
- duimpje
- kastje
- huisje

In enkele gevallen krijgt een woord in het Nederlands zowel een verkleiningsachtervoegsel als een klinkerverandering.
- schip - scheepje
- glas - glaasje

Een verouderd verkleiningsachtervoegsel is -lijn, zoals in vogelijn, wat men in dichterlijke taal nog weleens tegenkomt.
In het Nederlands zijn alle verkleinwoorden onzijdig.

## Bijvoeglijk naamwoord/bijwoord
Vooral zelfstandige naamwoorden worden geregeld verkleind, maar soms gebeurt dit ook met bijvoeglijke naamwoorden en bijwoorden. 
Het bijvoeglijk naamwoord wordt door de verkleining gesubstantiveerd. Een bijwoord in verkleinde vorm blijft daarentegen tot dezelfde klasse behoren, waarbij echter standaard een -s wordt toegevoegd.
- bijvoeglijk naamwoord:
  - *groen - groentje ("hij is nog maar een groentje")
  - blauw - blauwtje ("een blauwtje lopen")
- bijwoord:
  - groen - groentjes ("je ziet er groentjes uit")
  - zacht - zachtjes ("zachtjes praten")
  - stil - stilletjes ("hij is er stilletjes vandoor gegaan")

## Verschillende betekenissen
Sommige woorden hebben twee mogelijke verkleinde vormen, elk met een eigen betekenis of ander contextueel gebruik. Een klein pad is bijvoorbeeld een paadje, maar van wie in de war is, wordt ook wel gezegd dat die van het padje is. Het woord gat heeft naast de gebruikelijke verkleinde vorm gaatje ook de vorm gatje (waarmee meestal naar de anus wordt verwezen).

## Verkleinwoorden zonder grondvorm
Er zijn ook verkleinwoorden die alleen als zodanig voorkomen, of waar het grondwoord een heel andere betekenis heeft of zelf (inmiddels) ongebruikelijk is. 
- akkefietje
- meisje is oorpsronkelijk de verkleinde vorm van meid - door terugvorming is hieruit weer meis ontstaan, wat echter geen erkend Standaardnederlands is.
- sprookje komt etymologisch van spreuk
- poffertje(s); het woord poffer heeft betrekking op een hoofddeksel
- rotje

Hetzelfde geldt voor verkleinwoorden in bepaalde staande uitdrukkingen, zoals kooltje vuur en boontje komt om zijn loontje.

## Aparte betekenis
Soms krijgt een verkleinwoord een eigen betekenis, die zich zelfstandig van een niet verkleind woord ontwikkelt.
- tien (getal)

tientje (geld)
- ongeluk (pech, of erger)

ongelukje (= ongewenste gebeurtenis, bijvoorbeeld zwangerschap, of wanneer men te laat op het toilet is)
- Afrikaan (iemand uit Afrika)

afrikaantje (plantensoort)
- spion (iemand die spioneert)

spionnetje (spiegel aan de buitenkant van een raam)
- maan (hemellichaam)

maantje (het wit van je nagel)
- meid (dienstbode)

meisje (jonge vrouw)
- viool (muziekinstrument)

viooltje (bloem)
- beet (hap of samenklemming tussen de kaken)

beetje (niet veel of enigszins); de oude betekenis hapje is te zien in de dichtregel Een beetje voor het vee, een treedje voor de jagers (Constantijn Huygens, Hofwijk, 1653)
- snoepje (lekker voorwerp)

snoep is snoepgoed, een collectivum

## Geen verkleining
Een verkleinwoord hoeft niet altijd letterlijk op een verkleining te duiden: 
- buik – buikje (eufemisme: als van iemand gezegd wordt dat hij een buikje heeft, wordt bedoeld een dikkere buik dan wat gewoon wordt geacht);
- nummer – nummertje (taboe omzeilend: nummertje betekent o.a. geslachtsgemeenschap);
- blauwtje – een blauwtje lopen (niet lukken van iets dat je bij een ander voor elkaar wilt krijgen).
- citroentjes, blauwtjes, witjes (vlindersoorten en -groepen)
- collegaatje duidt meestal op een vrouwelijke collega

Belangrijker is nog, dat verkleinwoorden vaak een affectieve functie hebben, bijvoorbeeld schatje, moppie, groetjes, pareltje, muiltje, huisje; ook bij collegaatje speelt dit een rol: een gehate vrouwelijke collega zal niet gauw als collegaatje aangeduid worden.

## Andere talen

### Duits
In het Duits eindigen de verkleinwoorden meestal op -chen (het equivalent van -je) of op -lein, wanneer het grondwoord op /ç/ of /χ/ eindigt. Zo is het gebruikelijke verkleinwoord van Baum ‘boom’ Bäumchen ‘boompje’, maar moet dat van Strauch ‘struik’ altijd Sträuchlein ‘struikje’ zijn; dit ter vermijding van een dubbele ‘ch’-klank. In het algemeen worden verkleinwoorden in het Duits minder frequent gebruikt dan in het Nederlands, maar het gebruik ervan is in principe steeds morfologisch mogelijk. Vaak kan een verkleinwoord ook een humoristisch effect hebben.  De regel is dat een verkleinwoord waar mogelijk altijd een umlaut teweegbrengt. Dit is namelijk een productieve regel, die ook op nieuwvormingen wordt toegepast.
- Fuchs ‘vos’ - Füchschen (/'fʏksçən/)
- Buch ‘boek’ - Büchlein
- Ball ‘bal’ - Bällchen
- Bach ‘beek’ - Bächlein
- Knopf ‘knop’ - Knöpfchen
- Koch ‘kok’ - Köchlein
- Bauer ‘boer’ - Bäuerchen (/'bɔɪəɐçən/)
- Hallo! - Hallöchen! (ironisch gebruikt)

Waar umlaut niet mogelijk is, volgt eenvoudigweg een aanhechting van -chen of -lein. De klinker waarop umlaut wordt toegepast, bevindt zich best zo dicht mogelijk bij het verkleinsuffix: Gärtenchen en Äbendchen bijvoorbeeld klinken hoogst ongewoon en zullen doorgaans een ironisch effect hebben. Om dichterlijke of prosodische redenen kan men -lein gebruiken waar het normalerwijze -chen zou zijn — omgekeerd echter niet.
- Die Vögelein schweigen im Walde. (Goethe)
- ‘De vogelijns zwijgen in het woud’.

Ongebruikelijk is umlaut bij eigen- of koosnamen: Hugochen, Mariachen en Jungchen zijn gangbaar, Hugöchen, Mariächen en Jüngchen hebben een humoristische uitwerking.

### Afrikaans
Het Afrikaans, dat uit het 17e-eeuwse Nederlands is voortgekomen, is bijna identiek aan het Nederlands in het gebruik van verkleinwoorden. De meest opvallende verschillen zijn dat Afrikaanse verkleinwoorden op -ie eindigen in in plaats van -e zoals in het Nederlands (vergelijk: "bietjie" en "beetje", "mandjie" en "mandje") en dat in het Afrikaans bijvoeglijke naamwoorden en bijwoorden geen verkleinwoorden kennen. Verkleinwoorden worden zeer vaak gebruikt in Afrikaans, nog vaker dan in het Nederlands.

### Frans
In het Frans eindigen de verkleinwoorden op -et of -ette, -ot of -otte en -eau of -elle.

### Spaans
In het Spaans eindigen de verkleinwoorden onder meer op -ito/-ita of -illo/-illa. Soms wordt een c tussengevoegd: Carmencita.
Ook bijvoeglijke naamwoorden kunnen verkleind worden: pequeñito, letterlijk ‘kleintjes’.
Het zelfstandige verkleinwoord bonito ‘leuk’ is een versteende verkleiningsvorm van bueno ‘goed’.

### Engels
In het Engels wordt weinig gebruikgemaakt van verkleinwoorden. De meeste verkleinwoorden zijn versteende vormen. De (bij benadering) zes achtervoegsels die als formans voor een verkleinwoord kunnen optreden, zijn meestal improductief (er kunnen geen nieuwe woorden meer mee worden gemaakt). Daarom valt te verdedigen dat het Engels de minste verkleinwoorden heeft van alle West-Germaanse talen. Het gebruik ervan neemt bovendien in hedendaags Engels verder af. 
Diminutieven worden gevormd met de volgende achtervoegsels:
- -let De betekenis is doorgaans ‘klein, van weinig belang’: bijvoorbeeld booklet ‘boekje, pamflet’, rivulet ‘stroompje, beekje’ (bij river), starlet ‘[film]sterretje’.
- -ette De betekenis is ‘klein, gedrongen, weinig omvangrijk’: bijvoorbeeld cigarette ‘sigaret’ (bij cigar ‘sigaar’), kitchenette ‘minikeuken’.
- -y (in sommige gevallen gespeld als -ie, een oorspronkelijk Schotse orthografie). De betekenis kan diminutief zijn, met name wanneer dit suffix achter eenlettergrepige namen wordt gevoegd: bijvoorbeeld Johnny ‘Jantje, Janke’, Annie ‘Antje, Annigje’. Vaak is er echter slechts een connotatie van gemeenzaamheid of vertedering: dearie of deary ‘liefje’, cabbie ‘taxichauffeur’ (bij cab ‘taxi’); baby, daddy ‘papa’, nighty ‘nachtpon’.
- -ling De betekenis is diminutief in sommige plant- en diernamen: bijvoorbeeld duckling ‘eendje, eendenkuiken’, bij duck ‘eend’; sapling ‘jong boompje’, bij sap ‘sap; spint(hout)’; gosling ‘gansje, ganzenkuiken’, bij goose ‘gans’.
- -kin De betekenis is verkleinend, bijna steeds in Nederlandse leenwoorden, bijv. manikin ‘ledenpop’, uit Nederlands mannekijn; catkin ‘wilgenkatje’, uit Ndl. katteken ‘katje, poesje’.
- -le  De betekenis is ‘klein’: bijvoorbeeld beetle ‘kever’, bij bite ‘bijten’ (een kever werd dus als bijtertje gezien), handle ‘handvat’.

Deze verkleiningsachtervoegsels worden doorgaans toegevoegd aan zelfstandige naamwoorden, maar ook andere woordsoorten komen in aanmerking (dearie, weakling ‘zwakkeling’ - bijvoeglijke naamwoorden; underling ‘ondergeschikte, handlanger’ - bijwoord of voorzetsel en beetle is verwant aan een werkwoord). Dit resulteert in een verkleinwoord dat uiteraard weer wél een zelfstandig naamwoord is.
Van deze zes achtervoegsels is eigenlijk alleen -y ~ -ie nog productief: met de andere verkleinsuffixen worden geen nieuwe vormen meer gemaakt, tenzij om een komisch of anderszins opvallend effect te bereiken. De meeste van deze achtervoegsels kunnen overigens ook een andere werking hebben dan een verkleinende: -ette kan het vrouwelijk geslacht aanduiden, -ling drukt soms minachting uit, -y familiariteit.